# 2 Minutes to Midnight
„2 Minutes to Midnight“ je skladba anglické heavymetalové skupiny Iron Maiden, která byla vydána jako první singl z jejich pátého studiového alba Powerslave. Celkově to byl desátý singl skupiny, vyšel 6. srpna 1984, přičemž dosáhl 11. místa v britském žebříčku UK Singles Chart a 25. místo v americkém žebříčku Hot Mainstream Rock Tracks.

## Seznam skladeb
| Pořadí         | Název                          | Text                          | Délka |
| -------------- | ------------------------------ | ----------------------------- | ----- |
| 1.             | 2 Minutes to Midnight          | Adrian Smith, Bruce Dickinson | 6:04  |
| 2.             | Rainbow’s Gold (Beckett cover) | Terry Slesser, Kenny Mountain | 4:57  |
| 3.             | Mission from ’Arry             | Steve Harris, Nicko McBrain   | 6:40  |
| Celková délka: | Celková délka:                 | Celková délka:                | 17:41 |

## Sestava
Produkční sestava je převzata z publikace 7-palcového, a 12-palcového vinylu.
Iron Maiden
- Bruce Dickinson - hlavní zpěv
- Dave Murray - kytara
- Adrian Smith - kytara
- Steve Harris - basová kytara
- Nicko McBrain - bicí

Production
- Martin Birch - producent, zvukař
- Derek Riggs - ilustrace obalu
- Ross Halfin - fotografie

## Pozice v žebříčcích
| Singl                             | Žebříček (1984)      | Vrcholové pozice | Album      |
| --------------------------------- | -------------------- | ---------------- | ---------- |
| „2 Minutes to Midnight“           | Media Control Charts | 70               | Powerslave |
| „2 Minutes to Midnight“           | Irish Singles Chart  | 10               | Powerslave |
| „2 Minutes to Midnight“           | UK Singles Chart     | 11               | Powerslave |
| Album                             | Žebříček (1990)      | Vrcholové pozice | Album      |
| 2 Minutes to Midnight / Aces High | UK Albums Chart      | 11               | -          |